# Macrognathotermes
Macrognathotermes es un género de termitas isópteras perteneciente a la familia Termitidae que tiene las siguientes especies:
1. Macrognathotermes broomensis
2. Macrognathotermes errator
3. Macrognathotermes prolatus
4. Macrognathotermes sunteri